# جرئت (آلبوم اولیویا رودریگو)
جرئت (انگلیسی: Guts) دومین آلبوم استودیویی خواننده-ترانه‌سرای آمریکایی اولیویا رودریگو است که در ۸ سپتامبر ۲۰۲۳ به‌وسیلهٔ گفن رکوردز منتشر شد. این آلبوم را رودریگو با همکاری تنگاتنکی که با دنیل نیگرو داشت، نوشت و ضبط کرد. این دو پیش از این در آلبوم آغاز به کار رودریگو، ترش (۲۰۲۱)، با یکدیگر همکاری کرده بودند. رودریگو با الهام از بازه زمانی بلافاصله پس از موفقیت ترش، جرئت را در فکر پروراند و امیدوار بود روند بلوغی را که در پایان سال‌های نوجوانی خود تجربه کرد، منعکس کند.
جرئت اثری پاپ است که ترانه‌های پرحرارت و تصنیف‌های ملایمی دارد. این آلبوم نسبت به آلبوم قبلی رودریگو، تأثیرات بیشتری از موسیقی راک را در خود جای داده و انواع صداهای گیتار و درام از سبک‌های قدیمی آلترناتیو و پاپ راک را کاوش می‌کند. موضوع آلبوم به تحول رودریگو از نوجوانی به بزرگسالی و مصیبت‌های آن دوران می‌پردازد.
جرئت که با استقبال گسترده منتقدان موسیقی مواجه شد، بابت اشعار شوخ‌طبع، پیچیدگی و موضوع مورد بحث رودریگو و همچنین زیبایی‌شناسی و انرژی کلی موسیقی‌اش مورد ستایش قرار گرفت. بازبینی‌کنندگان به اشعار طنزآمیز و پرتنش در آلبوم اشاره کردند، که جزئیات مبارزات رودریگو با هویت، سرخوردگی عاشقانه و کاری، شهرت غیرمنتظره، و انتظارات اجتماعی را از منظر یک زن جوان شرح می‌دهد.
از نظر تجاری، جرئت در ۱۴ کشور از جمله ایالات متحده، استرالیا، آلمان، سوئد و بریتانیا در صدر جدول فروش آلبوم‌ها قرار گرفت. در نخستین هفته انتشار در ایالات متحده، این آلبوم ۳۰۲٫۰۰۰ واحد معادل فروش داشت و هر ۱۲ قطعهٔ آن وارد ۴۰ جایگاه برتر بیلبورد هات ۱۰۰ شدند. سه تک‌آهنگ از این آلبوم منتشر شد که «خون‌آشام» یکی از آن‌ها بود. رودریگو برای پشتیبانی از آلبوم تور جهانی جرئت را در سال ۲۰۲۴ آغاز خواهد کرد.

## فهرست آهنگ‌ها
همه‌ی آهنگ‌ها توسط دن نیگرو تهیه شدند، به جز موارد ذکر شده.
| جرئت – نسخه‌ی استاندارد | جرئت – نسخه‌ی استاندارد             | جرئت – نسخه‌ی استاندارد     | جرئت – نسخه‌ی استاندارد                    | جرئت – نسخه‌ی استاندارد |
| شماره                  | نام                                | نویسنده(ها)                | تهیه‌کننده(ها)                             | مدت                    |
| ---------------------- | ---------------------------------- | -------------------------- | ----------------------------------------- | ---------------------- |
| ۱.                     | «همه‌ی آمریکایی‌ها عوضی اند»         | اولیویا رودریگو دنیل نیگرو |                                           | ۲:۴۵                   |
| ۲.                     | «ایده‌ی بدیه، درسته؟»               | رودریگو نیگرو              |                                           | ۳:۰۴                   |
| ۳.                     | «خون‌آشام»                          | رودریگو نیگرو              |                                           | ۳:۳۹                   |
| ۴.                     | «توری»                             | رودریگو نیگرو              |                                           | ۲:۵۷                   |
| ۵.                     | «بالاد دختری که تو خونه درس خونده» | رودریگو نیگرو              |                                           | ۳:۲۳                   |
| ۶.                     | «Making the Bed»                   | رودریگو نیگرو              |                                           | ۳:۱۸                   |
| ۷.                     | «منطقی»                            | رودریگو نیگرو جولیا مایکلز | نیگرو رایان لینویل [a]                    | ۳:۵۱                   |
| ۸.                     | «پسش بده!»                         | رودریگو نیگرو              | نیگرو Alexander 23 [b] ایان کرک‌پاتریک [b] | ۳:۳۱                   |
| ۹.                     | «عشق شرم‌آوره»                      | رودریگو نیگرو              |                                           | ۲:۳۴                   |
| ۱۰.                    | «کینه»                             | رودریگو نیگرو              | نیگرو لینویل [a]                          | ۳:۰۹                   |
| ۱۱.                    | «خوشگل، خوشگل نیست»                | رودریگو نیگرو ایمی آلن     |                                           | ۳:۱۹                   |
| ۱۲.                    | «رویای جوانی»                      | رودریگو نیگرو              |                                           | ۳:۴۲                   |
| مجموع مدت:             | مجموع مدت:                         | مجموع مدت:                 | مجموع مدت:                                | ۳۹:۱۲                  |